# デリック・エティエンヌ
デリック・エティエンヌ（Derrick Etienne、1996年11月25日 - ）は、アメリカ合衆国出身のハイチ代表サッカー選手。アトランタ・ユナイテッドFC所属。ポジションはMF。

## クラブ経歴
ニューヨーク・レッドブルズのアカデミー出身。2015年3月28日、ユナイテッドサッカーリーグに所属するリザーブチームの試合（ロチェスター・ライノズ戦）に出場しプロデビュー。5月24日のFCモントリオール戦でプロ初ゴールを決めた。
2015年12月21日、トップチームであるニューヨーク・レッドブルズとホームグロウンプレーヤー契約を結んだ。
2019年8月8日、FCシンシナティにレンタル移籍。
2019年シーズン終了後、レッドブルズを退団。2020年2月4日、コロンバス・クルーと契約を結んだ。
2022年11月30日、アトランタ・ユナイテッドFCへの移籍が発表された。

## 代表歴
アメリカで生まれ育ったが、ハイチ代表でのプレーを選んだ。エティエンヌ一家では父親と叔父に次いで3番目の代表選手となった。
2013年、パナマで開催されたCONCACAF U-17選手権に出場した。2015年にはジャマイカで開催されたCONCACAF U-20選手権に出場した。その後、U-23ハイチ代表にもメンバー入りしている。
2016年11月9日、カリビアンカップ2017予選3回戦のフランス領ギアナ代表戦でA代表デビュー。試合には5-2で敗れた。2017年1月8日、カリビアンカップ2017予選・5位決定プレーオフのトリニダード・トバゴ代表戦で代表初ゴールを決めた。

## 人物
バージニア州リッチモンドで生まれ、ニュージャージー州パターソンで育った。
同名の父親デリックと叔父のダレルはいずれも元サッカー選手でハイチ代表歴がある。妹のダニエレはハイチ女子代表サッカー選手。

## タイトル

### クラブ
ニューヨーク・レッドブルズII
- USLカップ (1): 2016

ニューヨーク・レッドブルズ
- サポーターズ・シールド (1): 2018

コロンバス・クルー
- MLSカップ (1): 2020